# Арталакабад
Арталакабад (перс. ارتلق اباد) — село в Ірані, у дегестані Кугсар, у Центральному бахші, шагрестані Шазанд остану Марказі. За даними перепису 2006 року, його населення становило 0 осіб.

## Клімат
Середня річна температура становить 10,89 °C, середня максимальна – 30,34 °C, а середня мінімальна – -12,50 °C. Середня річна кількість опадів – 269 мм.
| Клімат поселення                              | Клімат поселення | Клімат поселення | Клімат поселення | Клімат поселення | Клімат поселення | Клімат поселення | Клімат поселення | Клімат поселення | Клімат поселення | Клімат поселення | Клімат поселення | Клімат поселення | Клімат поселення |
| Показник                                      | Січ.             | Лют.             | Бер.             | Квіт.            | Трав.            | Черв.            | Лип.             | Серп.            | Вер.             | Жовт.            | Лист.            | Груд.            |                  |
| Середній максимум, °C                         | 5,79             | 7,76             | 12,28            | 18,62            | 23,84            | 29,39            | 30,34            | 30,03            | 25,32            | 19,21            | 11,98            | 6,48             |                  |
| Середня температура, °C                       | −3,36            | −1,38            | 3,15             | 9,48             | 14,71            | 20,24            | 24,42            | 24,10            | 19,39            | 13,30            | 6,06             | 0,57             |                  |
| Середній мінімум, °C                          | −12,5            | −10,52           | −5,99            | 0,35             | 5,56             | 11,12            | 18,50            | 18,19            | 13,47            | 7,37             | 0,15             | −5,36            |                  |
| Норма опадів, мм                              | 41               | 40               | 50               | 36               | 28               | 4                | 1                | 1                | 0                | 6                | 25               | 37               |                  |
| Середньомісячна швидкість вітру, м/с          | 1.20             | 2.41             | 2.58             | 2.86             | 2.44             | 2.34             | 2.23             | 2.06             | 2.14             | 1.76             | 1.68             | 1.30             |                  |
| Середньомісячна сонячна радіація, кДж/м²·день | 9699             | 12667            | 15390            | 18540            | 22540            | 27053            | 25942            | 24375            | 21521            | 16213            | 11378            | 9302             |                  |
| --------------------------------------------- | ---------------- | ---------------- | ---------------- | ---------------- | ---------------- | ---------------- | ---------------- | ---------------- | ---------------- | ---------------- | ---------------- | ---------------- | ---------------- |
| Джерело:                                      |                  |                  |                  |                  |                  |                  |                  |                  |                  |                  |                  |                  |                  |